# Біла (Кам'янець-Подільський район)
Бі́ла — село в Україні, у Чемеровецькій селищній територіальній громаді Кам'янець-Подільського району Хмельницької області.

## Назва
Цікавий факт, неподалік села Біла розташоване село Чорна. Про походження назви поселення існує місцева легенда, що розвовідає:
| | \| «В сиву давнину в тутешніх лісах жив пан, який мав двох доньок - красунь, одна з яких була біла, з довгою русою косою, а друга, чорнява, з чорною косою, та син Степанко, які жили в дружбі та любові. Слава про красу дівчат линула по всій окрузі. Але то були лихі часи, часи, коли лютували турки та татари, які спалювали все на своєму шляху. Тому діти завше були насторожі. І одного разу, коли на подвір'ї почувся кінський тупіт, вони в розтіч помчали в різнобіччя. Мчали, не оглядаючись, подалі від біди… Але, як вияснилось, то були друзі господаря дому, які полювали в місцевих лісах. Заспокоєний батько попросив вернутись дітей додому, але ті, почувши кінський тупіт, побігли, не оглядаючись ще швидше. Серце кожного стукало все сильніше, але діти не зупинялись. Першою не витримала напруженого бігу білявка, впала в росяну траву, розметавши білі коси, розкривши до сонця голубі очі. Серденько її зупинилось. Там, де впала білявка, виникло село Біла, там, де перестало битись серце чорнявки, постало потім село, яке стали називати в народі Чорна. Найдовше пробіг брат, але і йому сил не хватило. І там, де перестало битись його серце, село назвали Степанівною». \| |
| «В сиву давнину в тутешніх лісах жив пан, який мав двох доньок - красунь, одна з яких була біла, з довгою русою косою, а друга, чорнява, з чорною косою, та син Степанко, які жили в дружбі та любові. Слава про красу дівчат линула по всій окрузі. Але то були лихі часи, часи, коли лютували турки та татари, які спалювали все на своєму шляху. Тому діти завше були насторожі. І одного разу, коли на подвір'ї почувся кінський тупіт, вони в розтіч помчали в різнобіччя. Мчали, не оглядаючись, подалі від біди… Але, як вияснилось, то були друзі господаря дому, які полювали в місцевих лісах. Заспокоєний батько попросив вернутись дітей додому, але ті, почувши кінський тупіт, побігли, не оглядаючись ще швидше. Серце кожного стукало все сильніше, але діти не зупинялись. Першою не витримала напруженого бігу білявка, впала в росяну траву, розметавши білі коси, розкривши до сонця голубі очі. Серденько її зупинилось. Там, де впала білявка, виникло село Біла, там, де перестало битись серце чорнявки, постало потім село, яке стали називати в народі Чорна. Найдовше пробіг брат, але і йому сил не хватило. І там, де перестало битись його серце, село назвали Степанівною». | |

## Географія
Село Біла розташоване на хвилястій рівнині між річками Жванчик і Смотрич по обох боках р. Батіжок, що впадає в Смотрич за селом Залуччя. З південного сходу і північного заходу дугою опоясане з двох сторін великими скельними пагорбами, які мають назву «Товтри» і занесені у охоронний реєстр національного природного парку «Подільські Товтри», є унікальними геологічними пам'ятками природи. 
На відстані 3,2 кілометра від центру села проходить автошлях територіального значення Т 2308. Село розташоване за 42 кілометри автодорогами від райцентру Кам’янця-Подільського.

### Клімат
Біла знаходяться в межах вологого континентального клімату із теплим літом, але діяльність людини призводить до поганих змін та глобального потепління.

## Історія

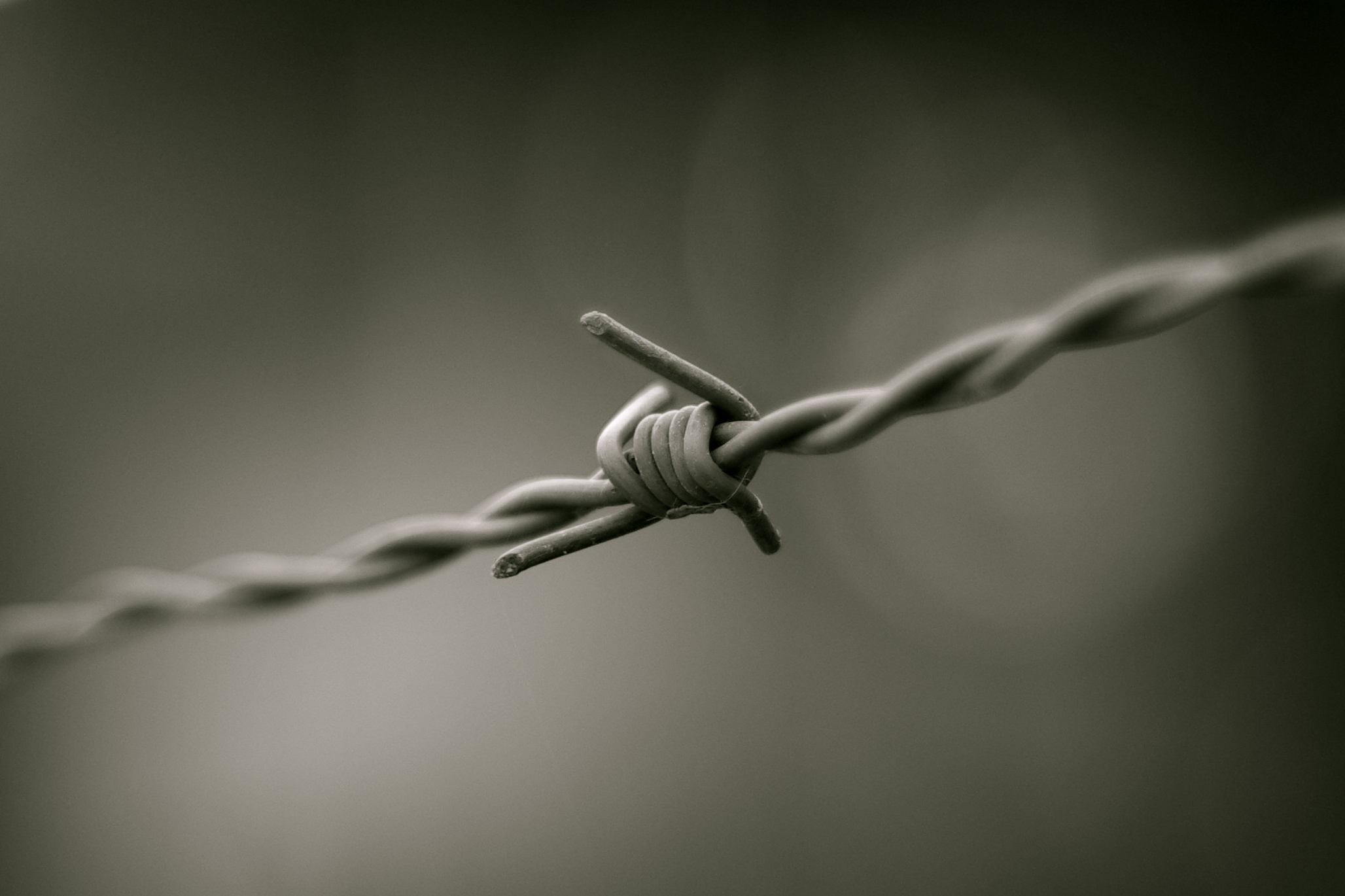
[http://www.reabit.org.ua/nbr/?st=3®ion=&ss=Рудківці&logic=or&f1_type=begins&f1_str=&f2_type=begins&f2_str=&f3_type=begins&f3_str=&f4_from=&f4_till=&f7%5B%5D=all&f14%5B%5D=all#list Національний банк репресованих

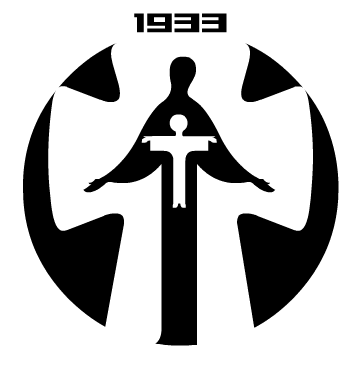
[https://victimsholodomor.org.ua/khmelnytsky/easytable/25-peoples-new.html?start=300 Список жертв Голодомору, Хмельницька область

За народними переказами село з початку було розташоване ближче до села Карачківці, кілометрів за 2 на південний схід від сучасного села, урочищі, яке тепер називають «Стара Біла». У цій місцевості краєзнавці знайшли ручні кам’яні рубила, сокири, скребачки, диски періоду палеоліту та неоліту, уламки орнаментового посуду, рибальські грузила, що датується періодами старослов’янської та трипільської культур.
Перша згадка в документах про село датована 1493 роком, де було 8 димів(житла). Жителі платили оброк на Смотрицький замок.
В XVI столітті Біла стала значним  населеним пунктом. Через село проходила велика дорога із Смотрича в Кам’янець, так званий «Крижовий шлях». 
В 1661 році село було зруйноване. Причини не відомі.            Народні перекази говорять, що на село часто нападали татари, можливо і вони його зруйнували. Уцілілі жителі переселились далі на північний захід біля річки Батіг.
У XVIII-XIX століттях жителі села здебільшого займалися землеробством, скотарством, бджільництвом. В селі були ремісники – ткачі, які виконували замовлення не тільки для місцевим, але й для селян з сусідніх поселень. В той час більша частина земель належала поміщикам. Багато селян були малоземельні та безземельні.
Після селянської реформи 1861 року на головній вулиці села встановлено кам’яний хрест – пам’ятник скасування панщини.
1863 року селяни втрачають можливість користуватись рідною мовою, видано таємне розпорядження — Валуєвський циркуляр, що наказував призупинити видання значної частини книг, написаних українською мовою, а згодом доповнено Емським указом.
1865 року в селі була відкрита церковно-приходська школа, в якій навчались діти заможних селян.
В кінці XIX на початку XX століття збудовано палац пана Ляхновського.
У 1906 році в селі відбувся протест селян.
В 1917-1920 роках Біла входила до складу Української Народної Республіки. Внаслідок поразки визвольних змагань на початку XX століття, село надовго окуповане російсько-більшовицькими загарбниками.
Радянська окупація принесла колективізацію та розкуркулення, селяни зазнали репресій. Багатьох частинах Поділля відбувались масові селянські повстання, проти радянської влади.
У 1932–1933 селяни села пережили голодомор.
Роки Великого терору 1936-1937 вбито осіб різних національностей і професій, багато людей було виселено як сім'ї «ворогів народу».
Після завершення другої світової війни у 1946—1947 роках село вчергове пережило голодомор.
В радянський період у Білій знаходиться центральна садиба колгоспу імені Богдана Хмельницького, який обробляв 3 тис. гектарів орної землі, мав допоміжні підприємства: два млини, лісопилку, майстерню для виготовлення черепиці, піщаний та кам’яний кар’єри.
З 24 серпня 1991 року в складі незалежної України.
15 вересня 2016 року шляхом об'єднання сільських територіальних громад, село увійшло до складу Чемеровецької селищної громади. Об'єднання в громаду має створити умови для формування ефективної і відповідальної місцевої влади, яка зможе забезпечити комфортне та безпечне середовище для проживання людей.
До адміністративної реформи 19 липня 2020 року село належало до Чемеровецького району, після його ліквідації, увійшло до складу Кам'янець-Подільського району.

## Населення
За переписом населення України 2001 року в селі мешкало 1 495 осіб.
Мова
У селі поширена західноподільська говірка, що належить до подільського говору, який своєю чергою належить до південно-західного наріччя.
Розподіл населення за рідною мовою за даними перепису 2001 року:
| Мова       | Відсоток |
| ---------- | -------- |
| українська | 99,33 %  |
| російська  | 0,53 %   |
| білоруська | 0,07 %   |

## Пам'ятки
Неподалік від села розташована ботанічна пам'ятка природи — Самовита Товтра та геологічна пам'ятка природи — Товтра «Першак» з печерою. Саме село лежить у межах національного природного парку «Подільські Товтри».
На території поблизу села є декілька історичних пам’яток. 
Найдавнішим пам’ячником серед них є пам’ятник, споруджений на місці, де вперше поселилися селяни, на так званій «Старій Білі». Це пам’ятник у вигляді кам’яної брили з вирізьбленим хрестом.
Не менш цікавим є реставрований пам’ятник, збудований жителями села в честь перенесення села на нове місце. Це кам’яний хрест з кам’яною тумбочкою в своїй основі, де  зберігся напис про дату його встановлення, встановлено біля річки Батіжок та джерела з чистою водою з назвою «Під скалою». Саме тут проводились основні дійства хрещення на Йордана, або як говорили місцеві «на Гардан». Та в 1936 році в момент гонитви проти релігійних звичаїв пам’ятник було знесено. І лише в 1960-тих роках пам’ятник відновлено в річницю 500 ліття села.
В центрі села, знаходиться ще один пам’ятник, який майже повністю було знищено і природою і людською байдужістю. Це пам’ятник в знак скасування кріпосного права, але  все ж 2007 року відреставрований. Історія пам’ятника незвичайна. Звістка про відміну кріпосного права дійшла до села лише через два роки після його скасування, тобто аж 1863 року. В ознаменування такої події селяни поставили кам’яний хрест з розмальованим розп’ятям Ісуса Христа.
В 1960-тих роках на постамент було поставлено, як пам’ятник, перший сільський трактор.

## Відомі люди
- Геренчук Каленик Іванович — український фізико-географ, геоморфолог, ландшафтознавець.

## Світлини

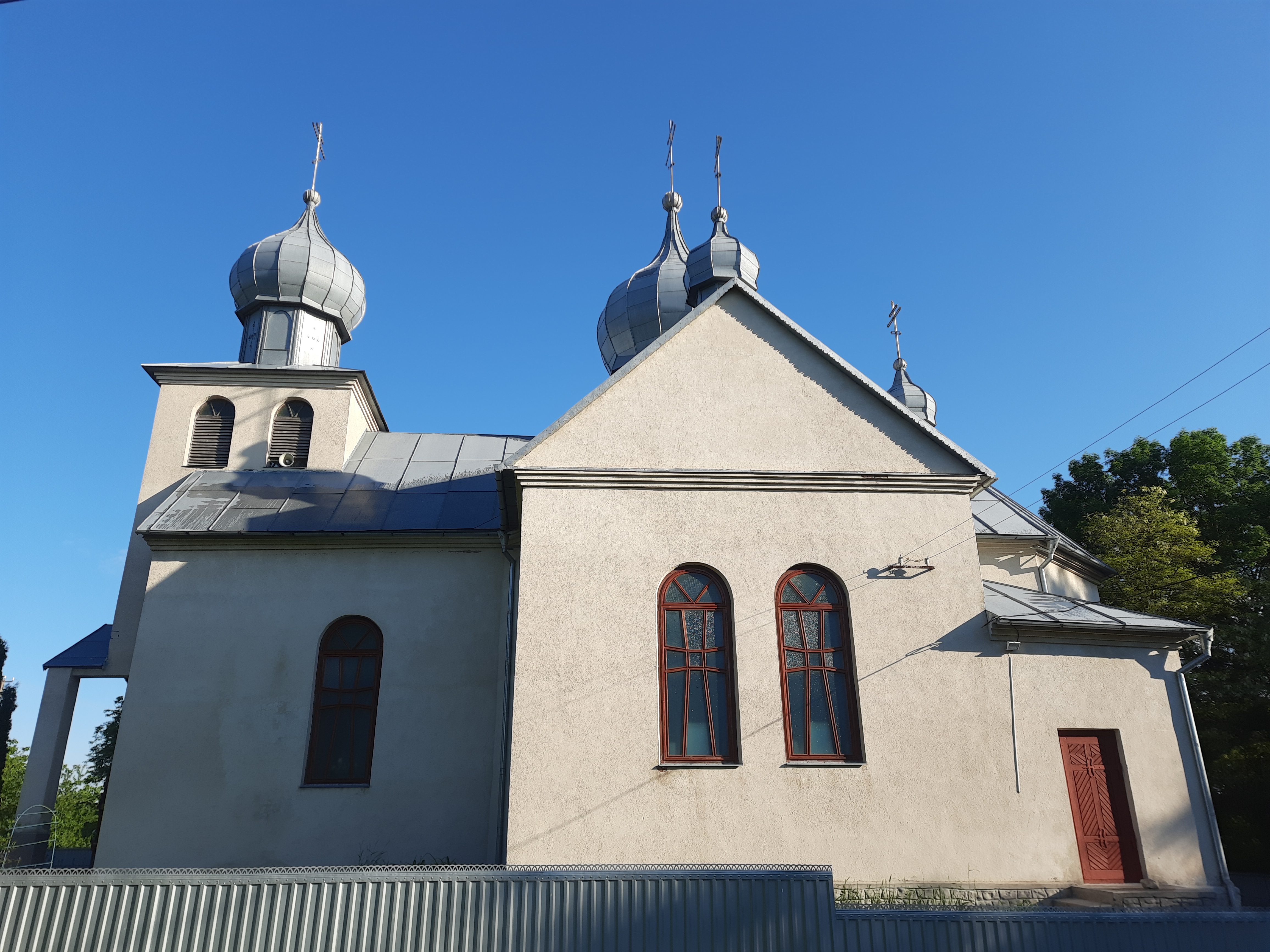
Сільська церква
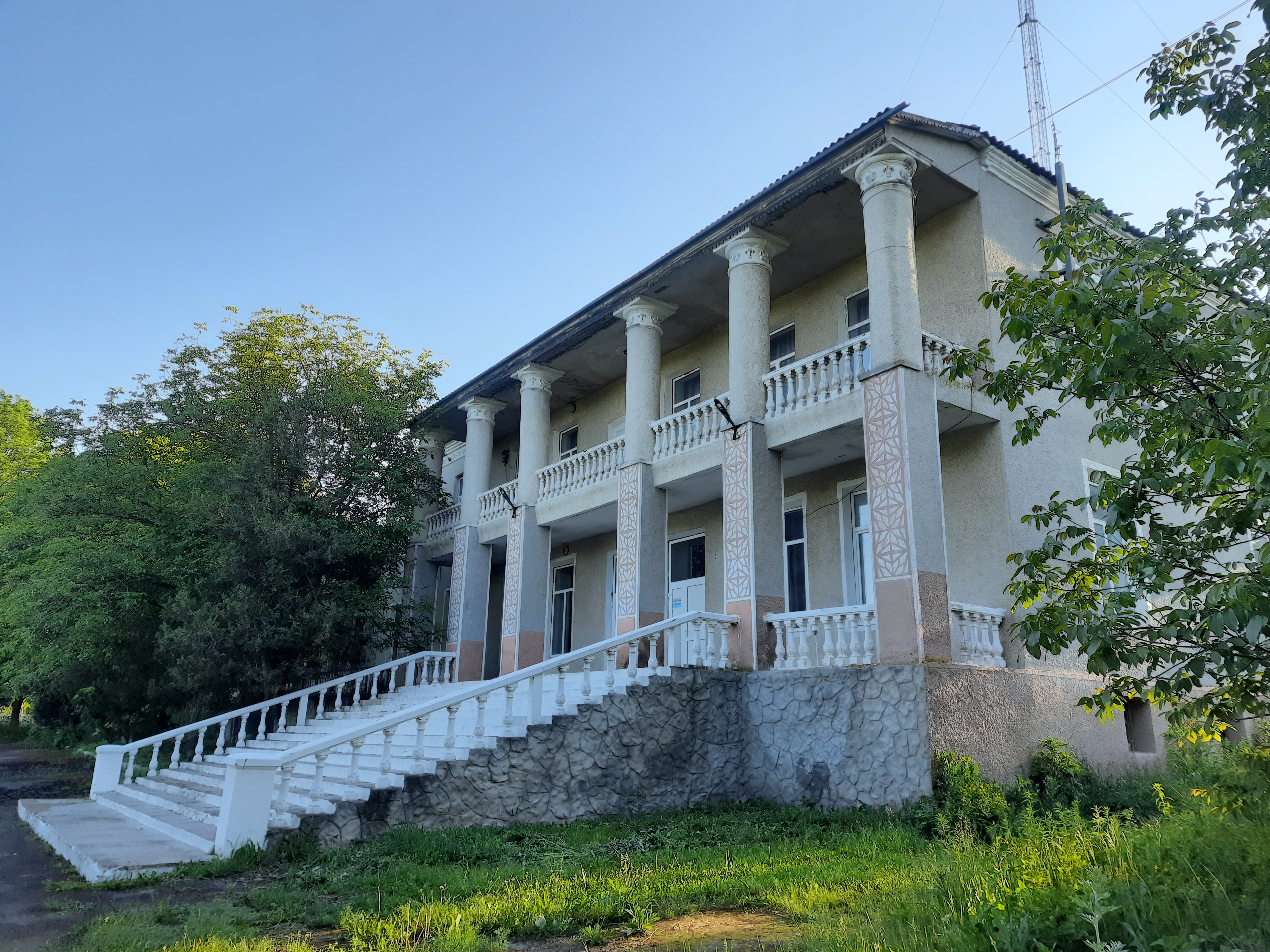
Будинок культури
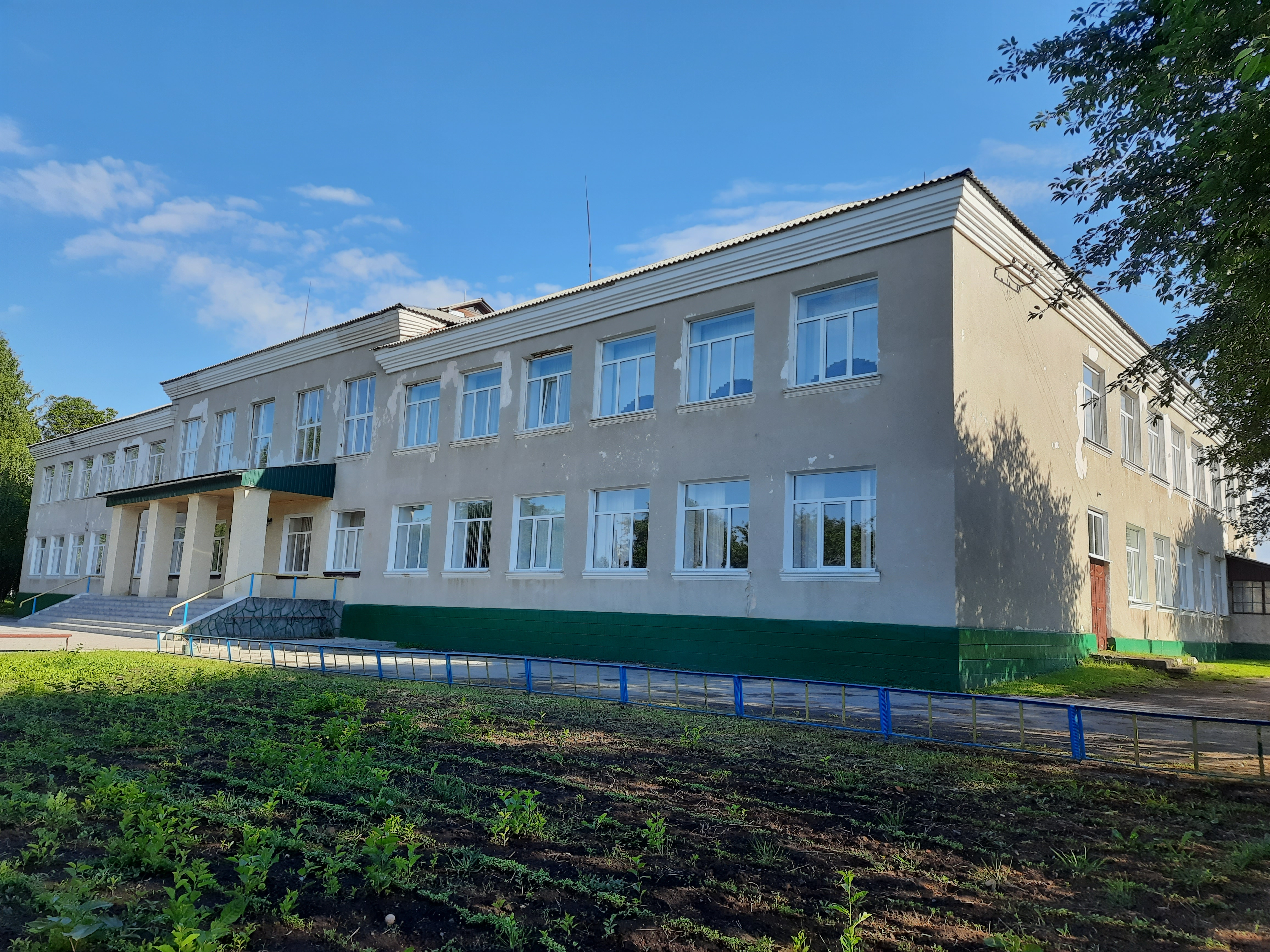
Школа
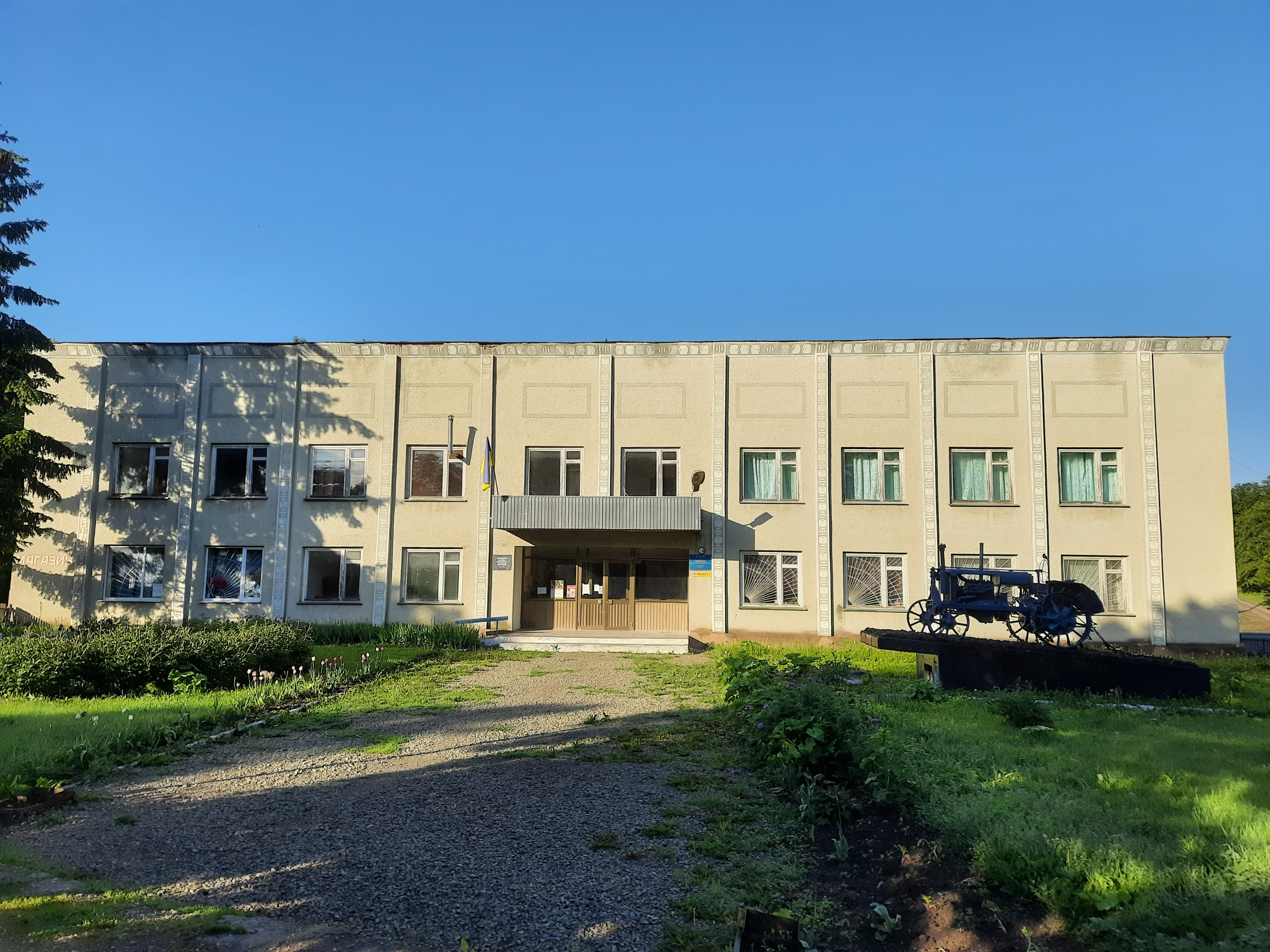
Старостат
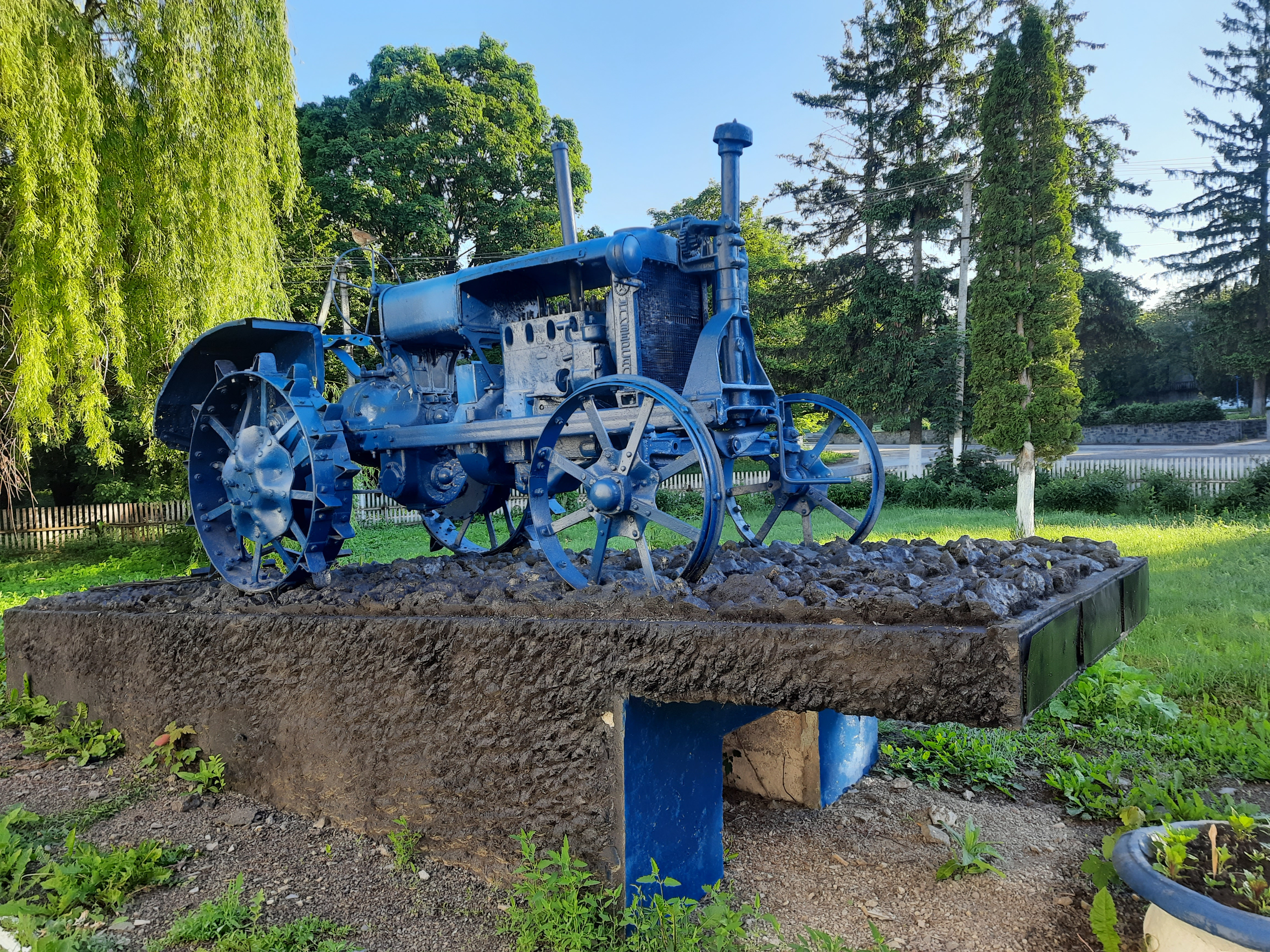
Трактор-пам'ятник
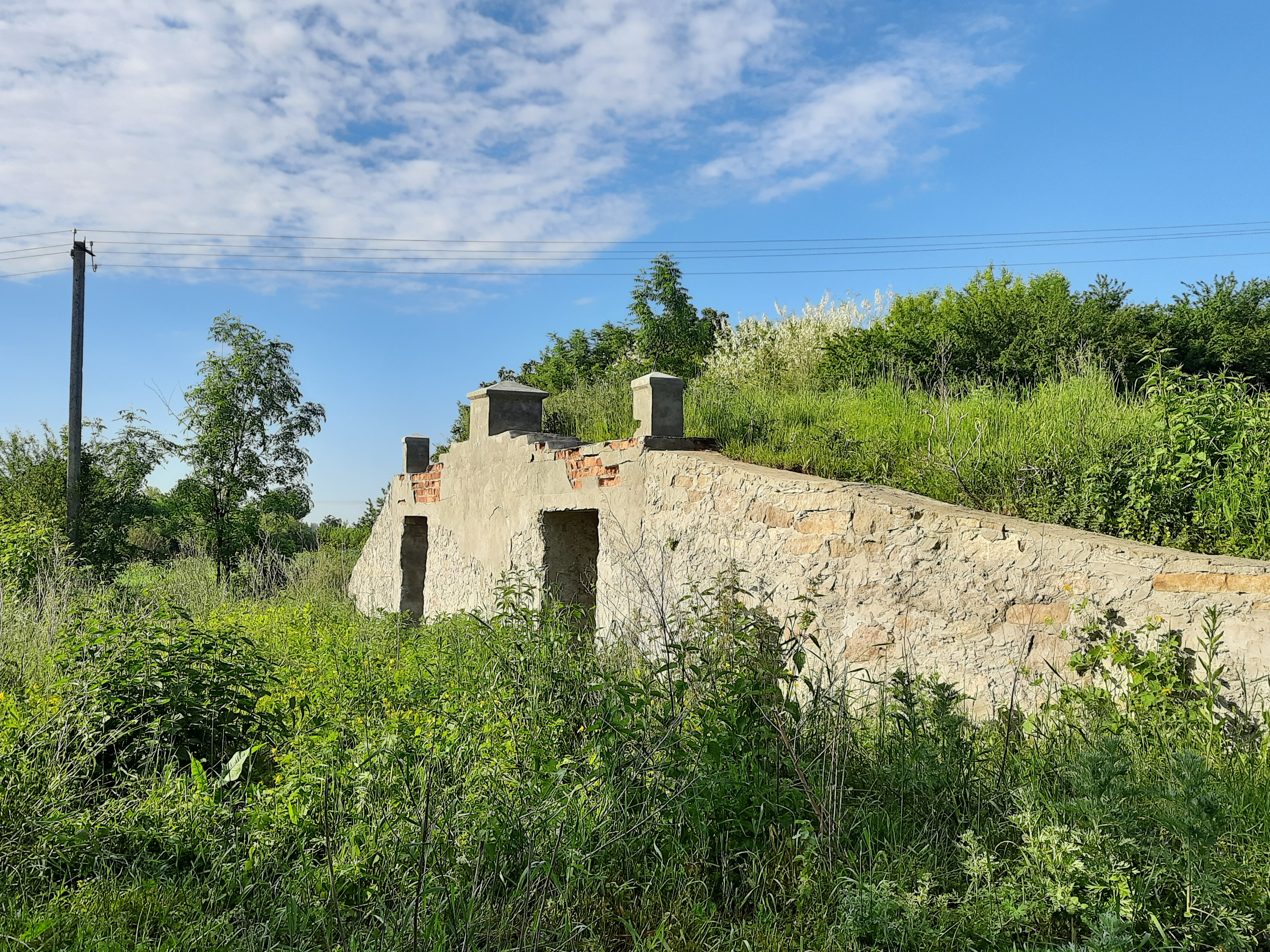
Панський льох
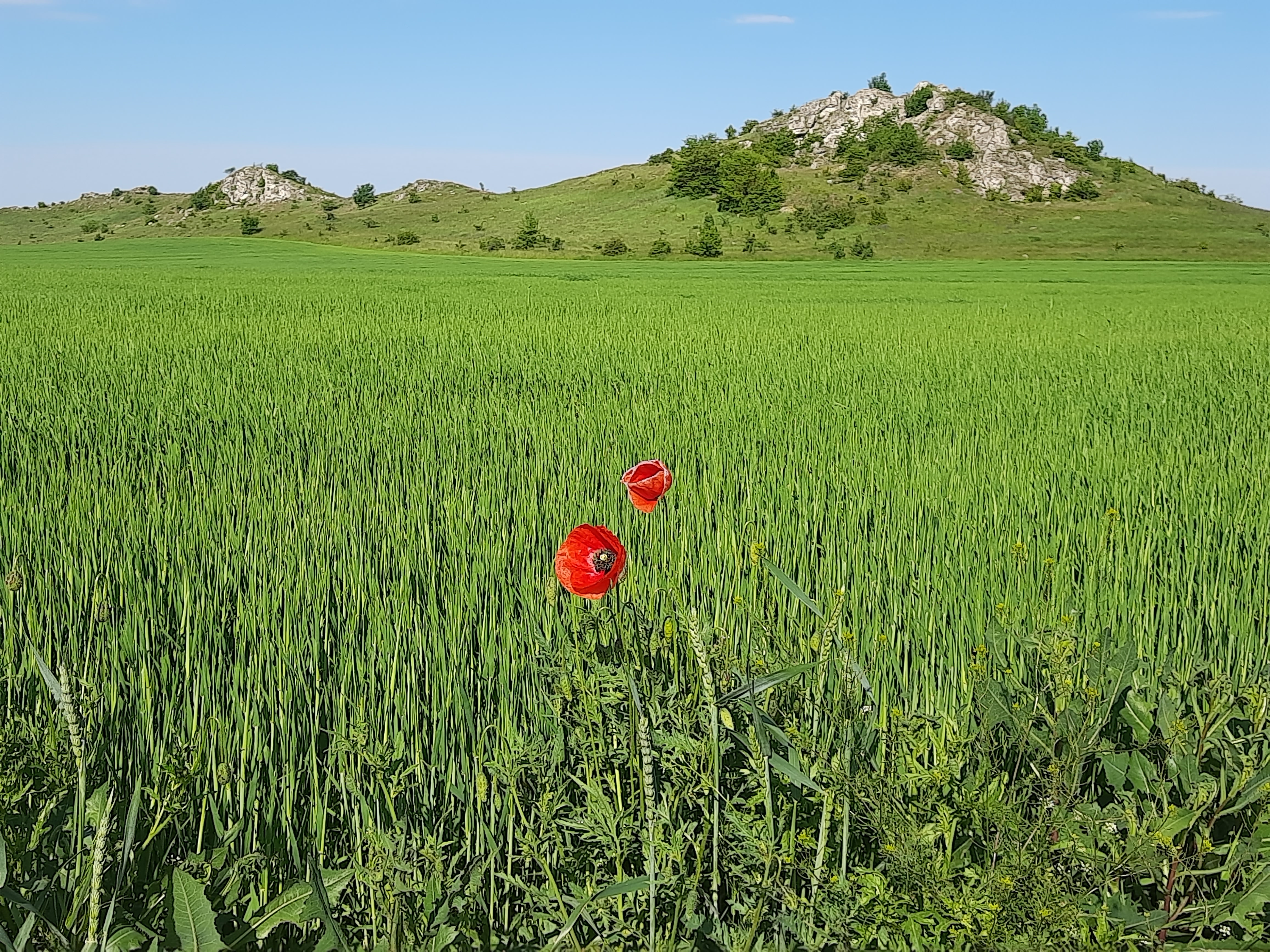
Товтри довкола села